# Modellező és barkácskönyvek Romániában
Modellező és barkácskönyvek – A barkácsoló „ezermesterkedés” sajátos ágazata a modellezés. Tapasztalataink szerint a fából faragott hajócska, a tutaj a leggyakoribb régi gyermekjátékok közé tartozik, a század repülési láza pedig a gyermekvilág szintjén repülő-modellek építésében nyilvánul meg (lásd Károly Sándor Mosolygó esztendők c. emlékiratát). Mióta a technika megszerettetése, népszerűsítése kiemelkedő feladat lett, a gyermekjátékból hamarosan "műszaki sport" lett, amelynek világszerte önálló irodalma alakult ki szakfolyóiratokból és modellezési ágak szerint repülő-, hajó-, autó-, vasút-, ill. rakétamodellező szakkönyvekből.
Romániában magyar nyelven a két világháború közötti diáklapok kezdtek elsőként írni a repülőmodellezésről, az első tervrajzok és munkafogás-tanácsok is ezekben jelentek meg. A második világháború után az Ifjúsági Könyvkiadónál jelent meg Repülőmodellezés címmel az első könyvecske (1950), amely bevezette az olvasót a modell-építés gyakorlatába. Hints Ottó ugyancsak Repülőmodellezés c. 1956-ban megjelent könyve (a rádióirányítású modellekről szóló fejezetét Béni Attila írta) már a szakma világszintjén álló munka volt, a szerző – sikeres versenyző, nemzetközileg is jegyzett repülőmodell-tervező, szakköri oktató – olvasmányos, a repülőmodellezés kérdéskörét akkor maradéktalanul kimerítő szakkönyvet írt, amelynek tervrajz-mellékletei rávezették az olvasót a modellezés szépségeire. Sikeres könyv volt a szerző Korszerű modelljátékok kezdő modellezők részére c. munkája (1961), amely inkább a játékbarkácsolás felé tereli a figyelmet.
Bár jellegét tekintve elsősorban sportkönyv, Bartha Béla és Szakács József Vitorlázó és sárkányrepülés c. munkája (1981) műszaki tanácsokat is adó fejezetei miatt különleges barkácskönyvnek is tekinthető. A többi műszaki sport – autózás, motorozás, rádiózás, távolsági tévé-vétel – számára azonban még ennyit sem nyújtott eddigi könyvkiadásunk, e téren mindössze egyetlen címet említhetünk, egy 1957-ben Készítsünk rádiókészüléket címmel kiadott, M. Ionescu tollából származó, T. Tóth Éva fordításában megjelent munkáét.
A barkácsolás tárgykörébe vágó gyér könyvtermés inkább nevelői ötletek közreadását szolgálta. A. Băltăreţu munkája például, melyet Hamburg Péter matematikus fordított (Készítsünk elektrosztatikai készülékeket 1956), valamint az első romániai magyar szerzőtől írott ilyen kiadvány, Vasas Samu Hasznos műszerek készítése c. munkája (1962) nyíltan ezt tartotta céljának, s Vonház József kötete, a Barkácsoljunk háztartási eszközöket, tárgyakat és berendezéseket (1972) is inkább általános barkácsmunkákat ír le, s csak részben szól kísérleti eszközök előállításáról; ez az egyébként hasznos tanácsokat adó, módszeresen felépített kötet az asztalosmunkára összpontosít, s ugyancsak didaktikus, mondhatnók, egy barkácskönyv és egy kisdiákoknak szóló fizikai kísérletező könyv ötvözete. A Ceres Könyvkiadónál 1978-ban megjelent Csináld magad (szerzője Lokodi András) is a ház körüli egyszerűbb tennivalók elemi szintű enciklopédiája, s háztartási barkácsötleteket tartalmaz Turós László Szép lakás, kellemes otthon c. könyve is (1986).
A romániai barkácskönyvek érdekes színfoltja Inczeffy Lajos Vegyészeti barkácsoló c. munkája (1985), mely vegyészeti eljárásokat tárgyal, a szerző – gyakorló vegyészmérnök – eredeti munkafogásait ismertetve.
Modellező kiadványokról csak a különnyomatokként megjelenő tervrajzok esetében beszélhetünk. Ilyeneket közölt Hints Ottó, Béni Attila, Benedek István, Palotás József. A barkácsolás egyszerűbb formáit ismertetik a folyóiratok, napilapok is. A Napsugár hosszú évekig rendszeresen közölt kisiskolások számára játékkészítési tanácsokat, ilyesmivel foglalkozott alkalomszerűen a Pionír, majd a Jóbarát is. A Dolgozó Nő szinte megjelenésétől kezdve közölt lakberendezési és kézimunka-tanácsokat.